# Rocher du Midi
De Rocher du Midi is een berg gelegen in de Berner Alpen in Zwitserland. Hij heeft een hoogte van 2.097m.